# Liste der olympischen Medaillengewinner aus Deutschland/F
- Fach, Holger
Olympische Sommerspiele 1988, (FRG): Bronzemedaille, Fußball „Männer“
- Fähnrich, Gabriele
Olympische Sommerspiele 1988, (GDR): Bronzemedaille, Turnen „Mannschaft Frauen“
- Fahr, Otto
Olympische Sommerspiele 1912, (GER): Silbermedaille, Schwimmen „100 Meter Rücken Männer“
- Fahrner, Thomas
Olympische Sommerspiele 1984, (FRG): Bronzemedaille, Schwimmen „200 Meter Freistil Männer“
Olympische Sommerspiele 1984, (FRG): Silbermedaille, Schwimmen „4-mal-200-Meter-Freistilstaffel Männer“
Olympische Sommerspiele 1988, (FRG): Bronzemedaille, Schwimmen „4-mal-200-Meter-Freistilstaffel Männer“
- Falck-Janze, Hildegard
Olympische Sommerspiele 1972, (FRG): Bronzemedaille, Leichtathletik „4-mal-400-Meter-Staffel Frauen“
Olympische Sommerspiele 1972, (FRG): Goldmedaille, Leichtathletik „800 Meter Frauen“
- Falk, Paul
Olympische Winterspiele 1952, (GER): Goldmedaille, Eiskunstlauf „Paare“
- Falk, Ria
Olympische Winterspiele 1952, (GER): Goldmedaille, Eiskunstlauf „Paare“
- Fanghänel, Jürgen
Olympische Sommerspiele 1980, (GDR): Bronzemedaille, Boxen „Schwergewicht Männer“
- Färber, Hans-Johann
Olympische Sommerspiele 1972, (FRG): Goldmedaille, Rudern „Vierer mit Steuermann Männer“
Olympische Sommerspiele 1976, (FRG): Bronzemedaille, Rudern „Vierer mit Steuermann Männer“
- Fassnacht, Hans
Olympische Sommerspiele 1972, (FRG): Silbermedaille, Schwimmen „4-mal-200-Meter-Freistilstaffel Männer“
- Fastrich, Hanns-Henning
Olympische Sommerspiele 1988, (FRG): Silbermedaille, Feldhockey „Männer“
- Fäth, Steffen
Olympische Sommerspiele 2016, (GER): Bronzemedaille, Handball „Männer“
- Fauser, Gerrit
Olympische Winterspiele 2018, (GER): Silbermedaille, Eishockey „Männer“
- Felisiak, Robert
Olympische Sommerspiele 1992, (GER): Goldmedaille, Fechten „Degen Mannschaft Männer“
- Felke, Petra
Olympische Sommerspiele 1988, (GDR): Goldmedaille, Leichtathletik „Speerwurf Frauen“
- Felle, Ernst
Olympische Sommerspiele 1900, (GDR): Bronzemedaille, Rudern „Vierer mit Steuermann Männer“
- Fendt, Josef
Olympische Winterspiele 1976, (FRG): Silbermedaille, Rennrodeln „Einsitzer Männer“
- Fernández, Armando
Olympische Sommerspiele 1984, (FRG): Bronzemedaille, Wasserball „Männer“
- Ferneck, Christine
Olympische Sommerspiele 1992, (GER): Silbermedaille, Feldhockey „Frauen“
- Ferstl, Eberhard
Olympische Sommerspiele 1956, (EUA): Bronzemedaille, Feldhockey „Männer“
- Fessel, Nicole
Olympische Winterspiele 2014, (GER): Bronzemedaille, Langlauf „4-mal-5-Kilometer-Staffel Frauen“
- Fetzer, Brigitte
Olympische Sommerspiele 1980, (GDR): Silbermedaille, Volleyball „Frauen“
- Fetzner, Steffen
Olympische Sommerspiele 1992, (GER): Silbermedaille, Tischtennis „Doppel Männer“
- Fichtel-Mauritz, Anja
Olympische Sommerspiele 1988, (FRG): Goldmedaille, Fechten „Florett Einzel Frauen“
Olympische Sommerspiele 1988, (FRG): Goldmedaille, Fechten „Florett Mannschaft Frauen“
Olympische Sommerspiele 1992, (GER): Silbermedaille, Fechten „Florett Mannschaft Frauen“
Olympische Sommerspiele 1996, (GER): Bronzemedaille, Fechten „Florett Mannschaft Frauen“
- Fickeisen, Otto
Olympische Sommerspiele 1900, (GER): Bronzemedaille, Rudern „Vierer mit Steuermann Männer“
Olympische Sommerspiele 1912, (GER): Goldmedaille, Rudern „Vierer mit Steuermann Männer“
- Fickeisen, Rudolf
Olympische Sommerspiele 1912, (GER): Goldmedaille, Rudern „Vierer mit Steuermann Männer“
- Fiedler, Ellen
Olympische Sommerspiele 1988, (GDR): Bronzemedaille, Leichtathletik „400 Meter Hürden Frauen“
- Fiedler, Jens
Olympische Sommerspiele 1992, (GER): Goldmedaille, Bahnradsport „Sprint Männer“
Olympische Sommerspiele 1996, (GER): Goldmedaille, Bahnradsport „Sprint Männer“
Olympische Sommerspiele 2000, (GER): Bronzemedaille, Bahnradsport „Keirin Männer“
Olympische Sommerspiele 2000, (GER): Bronzemedaille, Bahnradsport „Sprint Männer“
Olympische Sommerspiele 2004, (GER): Goldmedaille, Bahnradsport „Sprint Männer“
- Fiedler, Jörg
Olympische Sommerspiele 2004, (GER): Bronzemedaille, Fechten „Degen Mannschaft Männer“
- Fiedler, Wolfram
Olympische Winterspiele 1972, (GDR): Bronzemedaille, Rennrodeln „Zweisitzer Männer“
Olympische Winterspiele 1972, (GDR): Bronzemedaille, Rennrodeln „Einsitzer Männer“
- Filbrich, Jens
Olympische Winterspiele 2002, (GER): Bronzemedaille, Langlauf „4-mal-10-Kilometer-Staffel Männer“
Olympische Winterspiele 2006, (GER): Silbermedaille, Langlauf „4-mal-10-Kilometer-Staffel Männer“
- Finger, Karsten
Olympische Sommerspiele 1992, (GER): Silbermedaille, Rudern „Vierer mit Steuermann Männer“
- Fink, Rudi
Olympische Sommerspiele 1980, (GDR): Goldmedaille, Boxen „Federgewicht Männer“
- Fischer, Birgit
Olympische Sommerspiele 1980, (GDR): Goldmedaille, Kanurennsport „K1 500 Meter Frauen“
Olympische Sommerspiele 1988, (GDR): Silbermedaille, Kanurennsport „K1 500 Meter Frauen“
Olympische Sommerspiele 1988, (GDR): Goldmedaille, Kanurennsport „K2 500 Meter Frauen“
Olympische Sommerspiele 1988, (GDR): Goldmedaille, Kanurennsport „K4 500 Meter Frauen“
Olympische Sommerspiele 1992, (GER): Goldmedaille, Kanurennsport „K1 500 Meter Frauen“
Olympische Sommerspiele 1992, (GER): Silbermedaille, Kanurennsport „K4 500 Meter Frauen“
Olympische Sommerspiele 1996, (GER): Silbermedaille, Kanurennsport „K2 500 Meter Frauen“
Olympische Sommerspiele 1996, (GER): Goldmedaille, Kanurennsport „K4 500 Meter Frauen“
Olympische Sommerspiele 2000, (GER): Goldmedaille, Kanurennsport „K2 500 Meter Frauen“
Olympische Sommerspiele 2000, (GER): Goldmedaille, Kanurennsport „K4 500 Meter Frauen“
Olympische Sommerspiele 2004, (GER): Silbermedaille, Kanurennsport „K2 500 Meter Frauen“
Olympische Sommerspiele 2004, (GER): Goldmedaille, Kanurennsport „K4 500 Meter Frauen“
- Fischer, Carsten
Olympische Sommerspiele 1984, (FRG): Silbermedaille, Feldhockey „Männer“
Olympische Sommerspiele 1988, (FRG): Silbermedaille, Feldhockey „Männer“
Olympische Sommerspiele 1992, (GER): Goldmedaille, Feldhockey „Männer“
- Fischer, Fanny
Olympische Sommerspiele 2008, (GER): Goldmedaille, Kanurennsport „K4 500 Meter Frauen“
- Fischer, Fritz
Olympische Winterspiele 1984, (FRG): Bronzemedaille, Biathlon „4-mal-7,5-Kilometer-Staffel Männer“
Olympische Winterspiele 1988, (FRG): Silbermedaille, Biathlon „4-mal-7,5-Kilometer-Staffel Männer“
Olympische Winterspiele 1992, (GER): Goldmedaille, Biathlon „4-mal-7,5-Kilometer-Staffel Männer“
- Fischer, Heike
Olympische Sommerspiele 2008, (GER): Bronzemedaille, Wasserspringen „Synchron 3-Meter-Brett Frauen“
- Fischer, Justus
Olympische Sommerspiele 2024, (GER): Silbermedaille, Handball „Männer“
- Fischer, Sven
Olympische Winterspiele 1994, (GER): Bronzemedaille, Biathlon „20 Kilometer Männer“
Olympische Winterspiele 1994, (GER): Goldmedaille, Biathlon „4-mal-7,5-Kilometer-Staffel Männer“
Olympische Winterspiele 1998, (GER): Goldmedaille, Biathlon „4-mal-7,5-Kilometer-Staffel Männer“
Olympische Winterspiele 2002, (GER): Silbermedaille, Biathlon „10 Kilometer Männer“
Olympische Winterspiele 2002, (GER): Silbermedaille, Biathlon „4-mal-7,5-Kilometer-Staffel Männer“
Olympische Winterspiele 2006, (GER): Goldmedaille, Biathlon „10 Kilometer Männer“
Olympische Winterspiele 2006, (GER): Bronzemedaille, Biathlon „12,5 Kilometer Verfolgung Männer“
Olympische Winterspiele 2006, (GER): Goldmedaille, Biathlon „4-mal-7,5-Kilometer-Staffel Männer“
- Fischer, Volker
Olympische Sommerspiele 1976, (FRG): Silbermedaille, Fechten „Degen Mannschaft Männer“
Olympische Sommerspiele 1984, (FRG): Goldmedaille, Fechten „Degen Mannschaft Männer“
Olympische Sommerspiele 1988, (FRG): Silbermedaille, Fechten „Degen Mannschaft Männer“
- Fitschen, Doris
Olympische Sommerspiele 2000, (GER): Bronzemedaille, Fußball „Frauen“
- Fix, Oliver
Olympische Sommerspiele 1996, (GER): Goldmedaille, Kanuslalom „K1 Männer“
- Flach, Thomas
Olympische Sommerspiele 1988, (GDR): Goldmedaille, Segeln „Soling Mixed“
Olympische Sommerspiele 1996, (GER): Goldmedaille, Segeln „Soling Mixed“
- Flatow, Alfred
Olympische Sommerspiele 1896, (GER): Silbermedaille, Turnen „Reck Einzel Männer“
Olympische Sommerspiele 1896, (GER): Goldmedaille, Turnen „Barren Einzel Männer“
Olympische Sommerspiele 1896, (GER): Goldmedaille, Turnen „Reck Mannschaft Männer“
Olympische Sommerspiele 1896, (GER): Goldmedaille, Turnen „Barren Mannschaft Männer“
- Flatow, Gustav Felix
Olympische Sommerspiele 1896, (GER): Goldmedaille, Turnen „Reck Mannschaft Männer“
Olympische Sommerspiele 1896, (GER): Goldmedaille, Turnen „Barren Mannschaft Männer“
- Fleischer, Tilly
Olympische Sommerspiele 1932, (GER): Bronzemedaille, Leichtathletik „Speerwurf Frauen“
Olympische Sommerspiele 1936, (GER): Goldmedaille, Leichtathletik „Speerwurf Frauen“
- Flemming, Thomas
Olympische Sommerspiele 1988, (GDR): Bronzemedaille, Schwimmen „4-mal-100-Meter-Freistilstaffel Männer“
Olympische Sommerspiele 1988, (GDR): Silbermedaille, Schwimmen „4-mal-200-Meter-Freistilstaffel Männer“
- Flinsch, Walter
Olympische Sommerspiele 1932, (GER): Silbermedaille, Rudern „Vierer ohne Steuermann Männer“
- Flöckner, Hartmut
Olympische Sommerspiele 1972, (GDR): Silbermedaille, Schwimmen „4-mal-100-Meter-Lagenstaffel Männer“
- Florschütz, André
Olympische Winterspiele 2006, (GER): Silbermedaille, Rennrodeln „Doppelsitzer Männer“
- Florschütz, Thomas
Olympische Winterspiele 2010, (GER): Silbermedaille, Bobsport „Zweierbob Männer“
- Floth, Horst
Olympische Winterspiele 1968, (FRG): Silbermedaille, Bobsport „Zweierbob Männer“
Olympische Winterspiele 1972, (FRG): Silbermedaille, Bobsport „Zweierbob Männer“
- Földeák, Jean
Olympische Sommerspiele 1932, (GER): Silbermedaille, Ringen „griechisch-römischer Stil Mittelgewicht Männer“
- Follert, Laurits
Olympische Sommerspiele 2020, (GER): Silbermedaille, Rudern „Achter Männer“
- Forberger, Frank
Olympische Sommerspiele 1968, (GDR): Goldmedaille, Rudern „Vierer ohne Steuermann Männer“
Olympische Sommerspiele 1972, (GDR): Goldmedaille, Rudern „Vierer ohne Steuermann Männer“
- Forkel, Karen
Olympische Sommerspiele 1992, (GER): Bronzemedaille, Leichtathletik „Speerwurf Frauen“
- Förstemann, Robert
Olympische Sommerspiele 2012, (GER): Bronzemedaille, Bahnradsport „Teamsprint Männer“
- Förstendorf, Heinz
Olympische Sommerspiele 1928, (GER): Bronzemedaille, Feldhockey „Männer“
- Förster, Kerstin
Olympische Sommerspiele 1988, (GDR): Goldmedaille, Rudern „Doppelvierer Frauen“
- Förster, Olaf
Olympische Sommerspiele 1988, (GDR): Goldmedaille, Rudern „Vierer ohne Steuermann Männer“
- Fraatz, Jochen
Olympische Sommerspiele 1984, (FRG): Silbermedaille, Handball „Männer“
- Frank, Antje
Olympische Sommerspiele 1992, (GER): Bronzemedaille, Rudern „Vierer ohne Steuerfrau Frauen“
- Frank, Tobias
Olympische Sommerspiele 1984, (FRG): Silbermedaille, Feldhockey „Männer“
Olympische Sommerspiele 1988, (FRG): Silbermedaille, Feldhockey „Männer“
- Franke, Eric
Olympische Winterspiele 2018, (GER): Silbermedaille, Bobsport „Viererbob Männer“
- Franzkowiak, Erwin
Olympische Sommerspiele 1928, (GER): Bronzemedaille, Feldhockey „Männer“
- Fräßdorf, Otto
Olympische Sommerspiele 1964, (EUA): Bronzemedaille, Fußball „Männer“
- Freigang, Laura
Olympische Sommerspiele 2024, (GER): Bronzemedaille, Fußball „Frauen“
- Freigang, Stephan
Olympische Sommerspiele 1992, (GER): Bronzemedaille, Leichtathletik „Marathon Männer“
- Freimuth, Jörg
Olympische Sommerspiele 1980, (GDR): Bronzemedaille, Leichtathletik „Hochsprung Männer“
- Freise, Dieter
Olympische Sommerspiele 1972, (FRG): Goldmedaille, Feldhockey „Männer“
- Freitag, Richard
Olympische Winterspiele 2018, (GER): Silbermedaille, Skispringen „Mannschaft“
- Frenkel, Peter
Olympische Sommerspiele 1972, (GDR): Goldmedaille, Leichtathletik „20 Kilometer Gehen Männer“
Olympische Sommerspiele 1976, (GDR): Bronzemedaille, Leichtathletik „20 Kilometer Gehen Männer“
- Frenzel, Eric
Olympische Winterspiele 2010, (GER): Bronzemedaille, Nordische Kombination „Mannschaft Männer“
Olympische Winterspiele 2014, (GER): Goldmedaille, Nordische Kombination „Einzel Normalschanze Männer“
Olympische Winterspiele 2014, (GER): Silbermedaille, Nordische Kombination „Mannschaft Männer“
Olympische Winterspiele 2018, (GER): Goldmedaille, Nordische Kombination „Einzel Normalschanze Männer“
Olympische Winterspiele 2018, (GER): Bronzemedaille, Nordische Kombination „Einzel Großschanze Männer“
Olympische Winterspiele 2018, (GER): Goldmedaille, Nordische Kombination „Mannschaft Männer“
- Frenzel, Henning
Olympische Sommerspiele 1964, (EUA): Bronzemedaille, Fußball „Männer“
- Freund, Roland
Olympische Sommerspiele 1984, (FRG): Bronzemedaille, Wasserball „Männer“
- Freund, Severin
Olympische Winterspiele 2014, (GER): Goldmedaille, Skispringen „Mannschaft“
- Frey, Johannes 
Olympische Sommerspiele 2020, (GER): Bronzemedaille, Judo „Mannschaft Mixed“
- Frey, Julius
Olympische Sommerspiele 1900, (GER): Goldmedaille, Schwimmen „200 Meter Mannschaft Männer“
- Frey, Karl-Richard
Olympische Sommerspiele 2020, (GER): Bronzemedaille, Judo „Mannschaft Mixed“
- Frey, Konrad
Olympische Sommerspiele 1936, (GER): Bronzemedaille, Turnen „Boden Männer“
Olympische Sommerspiele 1936, (GER): Silbermedaille, Turnen „Reck Männer“
Olympische Sommerspiele 1936, (GER): Bronzemedaille, Turnen „Mehrkampf Einzel Männer“
Olympische Sommerspiele 1936, (GER): Goldmedaille, Turnen „Barren Männer“
Olympische Sommerspiele 1936, (GER): Goldmedaille, Turnen „Seitpferd Männer“
Olympische Sommerspiele 1936, (GER): Goldmedaille, Turnen „Mehrkampf Mannschaft Männer“
- Freyberg, Werner
Olympische Sommerspiele 1928, (GER): Bronzemedaille, Feldhockey „Männer“
- Freyer, Sigismund
Olympische Sommerspiele 1912, (GER): Bronzemedaille, Springreiten „Mannschaft“
- Fricke, Siegfried
Olympische Sommerspiele 1976, (FRG): Bronzemedaille, Rudern „Vierer mit Steuermann Männer“
- Fried, Volker
Olympische Sommerspiele 1984, (FRG): Silbermedaille, Feldhockey „Männer“
Olympische Sommerspiele 1988, (FRG): Silbermedaille, Feldhockey „Männer“
Olympische Sommerspiele 1992, (GER): Goldmedaille, Feldhockey „Männer“
- Friedrich, Francesco
Olympische Winterspiele 2018, (GER): Goldmedaille, Bobsport „Zweierbob Männer“
Olympische Winterspiele 2018, (GER): Goldmedaille, Bobsport „Viererbob Männer“
- Friedrich, Heike
Olympische Sommerspiele 1988, (GDR): Goldmedaille, Schwimmen „200 Meter Freistil Frauen“
Olympische Sommerspiele 1988, (GDR): Silbermedaille, Schwimmen „400 Meter Freistil Frauen“
- Friedrich, Jörg
Olympische Sommerspiele 1980, (GDR): Goldmedaille, Rudern „Achter Männer“
- Friedrich, Lea Sophie
Olympische Sommerspiele 2020, (GER): Silbermedaille, Bahnradsport „Teamsprint Frauen“
Olympische Sommerspiele 2024, (GER): Silbermedaille, Bahnradsport „Sprint Frauen“
Olympische Sommerspiele 2024, (GER): Bronzemedaille, Bahnradsport „Teamsprint Frauen“
- Friesinger-Postma, Anni
Olympische Winterspiele 1998, (GER): Bronzemedaille, Eisschnelllauf „3000 Meter Frauen“
Olympische Winterspiele 2002, (GER): Goldmedaille, Eisschnelllauf „1500 Meter Frauen“
Olympische Winterspiele 2006, (GER): Bronzemedaille, Eisschnelllauf „1000 Meter Frauen“
Olympische Winterspiele 2006, (GER): Goldmedaille, Eisschnelllauf „Teamverfolgung Frauen“
Olympische Winterspiele 2010, (GER): Goldmedaille, Eisschnelllauf „Teamverfolgung Frauen“
- Fritz, Henning
Olympische Sommerspiele 2004, (GER): Silbermedaille, Handball „Männer“
- Frodeno, Jan
Olympische Sommerspiele 2008, (GER): Goldmedaille, Triathlon „Männer“
- Fröhlich, Silvia
Olympische Sommerspiele 1980, (GDR): Goldmedaille, Rudern „Vierer mit Steuerfrau“
- Frohms, Merle
Olympische Sommerspiele 2024, (GER): Bronzemedaille, Fußball „Frauen“
- Froitzheim, Otto
Olympische Sommerspiele 1908, (GER): Silbermedaille, Tennis „Einzel Männer“
- Frölian, Isolde
Olympische Sommerspiele 1936, (GER): Goldmedaille, Turnen „Mannschaft Frauen“
- Fromm, Fritz
Olympische Sommerspiele 1936, (GER): Goldmedaille, Handball „Männer“
- Fromm, Helena
Olympische Sommerspiele 2012, (GER): Bronzemedaille, Taekwondo „Mittelgewicht Frauen“
- Frommater, Uta
Olympische Sommerspiele 1968, (FRG): Bronzemedaille, Schwimmen „4-mal-100-Meter-Lagenstaffel Frauen“
- Fuchs, Florian
Olympische Sommerspiele 2012, (GER): Goldmedaille, Feldhockey „Männer“
Olympische Sommerspiele 2016, (GER): Bronzemedaille, Feldhockey „Männer“
- Fuchs, Ruth
Olympische Sommerspiele 1972, (GDR): Goldmedaille, Leichtathletik „Speerwurf Frauen“
Olympische Sommerspiele 1976, (GDR): Goldmedaille, Leichtathletik „Speerwurf Frauen“
- Fuggerer, Willi
Olympische Sommerspiele 1964, (EUA): Bronzemedaille, Bahnradsport „2000 Meter Tandem Männer“
- Fuhrmann, Bärbel
Olympische Sommerspiele 1960, (EUA): Bronzemedaille, Schwimmen „4-mal-100-Meter-Lagenstaffel Frauen“
- Fülle, Siegfried
Olympische Sommerspiele 1964, (EUA): Bronzemedaille, Turnen „Mannschaft Männer“
Olympische Sommerspiele 1968, (GDR): Bronzemedaille, Turnen „Mannschaft Männer“
- Fulst, Guido
Olympische Sommerspiele 1992, (GER): Goldmedaille, Bahnradsport „4000-Meter-Mannschaftsverfolgung Männer“
Olympische Sommerspiele 2000, (GER): Goldmedaille, Bahnradsport „4000-Meter-Mannschaftsverfolgung Männer“
Olympische Sommerspiele 2004, (GER): Bronzemedaille, Bahnradsport „Punktefahren Männer“
- Funk, Lorenz
Olympische Winterspiele 1976, (FRG): Bronzemedaille, Eishockey „Männer“
- Funk, Ricarda
Olympische Sommerspiele 2020, (GER): Goldmedaille, Kanuslalom „C1 Frauen“
- Funkel, Wolfgang
Olympische Sommerspiele 1988, (FRG): Bronzemedaille, Fußball „Männer“
- Funkenhauser, Zita
Olympische Sommerspiele 1984, (FRG): Goldmedaille, Fechten „Florett Mannschaft Frauen“
Olympische Sommerspiele 1988, (FRG): Bronzemedaille, Fechten „Florett Einzel Frauen“
Olympische Sommerspiele 1988, (FRG): Goldmedaille, Fechten „Florett Mannschaft Frauen“
Olympische Sommerspiele 1992, (GER): Silbermedaille, Fechten „Florett Mannschaft Frauen“
- Funnekötter, Peter
Olympische Sommerspiele 1972, (FRG): Bronzemedaille, Rudern „Vierer ohne Steuermann Männer“
- Fürst, Philipp
Olympische Sommerspiele 1964, (EUA): Bronzemedaille, Turnen „Mannschaft Männer“
- Fürste, Moritz
Olympische Sommerspiele 2008, (GER): Goldmedaille, Feldhockey „Männer“
Olympische Sommerspiele 2012, (GER): Goldmedaille, Feldhockey „Männer“
Olympische Sommerspiele 2016, (GER): Bronzemedaille, Feldhockey „Männer“
- Fuss, Sonja
Olympische Sommerspiele 2004, (GER): Bronzemedaille, Fußball „Frauen“
- Fütterer, Heinz
Olympische Sommerspiele 1956, (EUA): Bronzemedaille, Leichtathletik „4-mal-100-Meter-Staffel Männer“